# NHA 1910/11
Die Saison 1910/11 war die zweite reguläre Saison der National Hockey Association (NHA). Meister wurden die Ottawa Senators.

## Teamänderungen
Folgende Änderungen wurden vor Beginn der Saison vorgenommen:
- Die Cobalt Silver Kings kehrten in die Timiskaming Professional Hockey League zurück.
- Die Haileybury Comets kehrten in die Timiskaming Professional Hockey League zurück.
- Die Montreal Shamrocks stellten den Spielbetrieb ein.
- Die Quebec Bulldogs wurden als Expansionsteam in die Liga aufgenommen.

## Modus
In der Regulären Saison absolvierten die fünf Mannschaften jeweils 16 Spiele. Der Erstplatzierte nach der regulären Saison wurde Meister. Für einen Sieg erhielt jede Mannschaft zwei Punkte, bei einem Unentschieden einen Punkt und bei einer Niederlage null Punkte.

## Saisonverlauf
Die erste NHA-Spielzeit mit ihren hohen finanziellen Aufwendungen sorgte dafür, dass O’Brien die Unterstützung für die Mannschaften aus Cobalt und Haileybury einstellte, die daraufhin die Liga verlassen mussten. Auch die Montreal Shamrocks verließen die NHA nach nur einem Jahr. Als Ersatz wurden die Quebec Bulldogs neu in die Liga aufgenommen sowie die Mannschaft der les Canadiens an Georges Kendall abgegeben, der ihren Namen in Canadiens de Montréal änderte. Die Spielzeit wurde mit 13:3 Siegen von den Ottawa Senators gewonnen.

## Reguläre Saison

### Tabelle
Abkürzungen: GP = Spiele, W = Siege, L = Niederlagen, T = Unentschieden, GF = Erzielte Tore, GA = Gegentore, Pts = Punkte
|                        | GP | W  | L  | T | GF  | GA  | Pts |
| ---------------------- | -- | -- | -- | - | --- | --- | --- |
| Ottawa Senators        | 16 | 13 | 3  | 0 | 122 | 69  | 26  |
| Canadiens de Montréal  | 16 | 8  | 8  | 0 | 66  | 62  | 16  |
| Renfrew Creamery Kings | 16 | 8  | 8  | 0 | 91  | 101 | 16  |
| Montreal Wanderers     | 16 | 7  | 9  | 0 | 73  | 88  | 14  |
| Quebec Bulldogs        | 16 | 4  | 12 | 0 | 65  | 97  | 8   |

## Stanley Cup Challenge
In den Entscheidungsspielen um den Stanley Cup konnten sich die Ottawa Senators gegen Galt und Port Arthur durchsetzen und ihren Titel verteidigen.